# Diskografie Michala Davida
Toto je (neúplná) diskografie Michala Davida.

## Diskografie

### Se skupinou Kroky Františka Janečka
Doprovodná hudební skupina, Kroky Františka Janečka, byla založená Františkem Janečkem v roce 1973.
- 1982 Nenapovídej- Supraphon, LP[5]
- 1982 Aspoň jednou měl bych dříve vstát - Kroky/Já ty pátky dobře znám - Kroky – Panton 8143 0159, SP
- 1982 Michal David - Kroky Františka Janečka – Panton, LP
- 1983 I´d Love To Live – Panton (anglicky)
- 1984 Nonstop- Supraphon, LP
- 1985 Rodinná show- Supraphon, LP
- 1985 Děti ráje- Supraphon, LP
- 1986 Festa- Artia (italsky)
- 1987 Discopříběh, LP
- 1988 Bláznivá noc- Supraphon, LP

### Allegro
- 1989 Michal David - Allegro- Supraphon

### Sólová dráha
- 1991 Discopříběh 2
- 1992 Leo Music: Erotic House
- 1996 20 největších hitů – Sony Music/Bonton, MC, CD
- 1997 20 největších hitů 2 – Sony Music/Bonton, MC, CD
- 1998 Supernoc
- 1999 To ti nikdy neslíbím – Tommü Records
- 1999 Pár přátel stačí mít – Sony Music/Bonton[6][7]
- 1999 Discopříběh 1 a 2 (reedice)
- 2002 Abnormální hic – Sony Music/Bonton, MC, CD
- 2006 Love Songs – Sony BMG, CD
- 2008 Disco 2008  – Sony BMG, CD
- 2009 Muzikálové balady -, CD
- 2010 Michal David 50 – Sony BMG, 2CD+DVD
- 2010 Největší z nálezů a ztrát – Supraphon SU 7105-9, DVD[8]
- 2011 Čas vítězství – Sony Music, CD
- 2016 Bláznivá noc
- 2020 Michal David 60 – Goja, 3CD+DVD

### Se skupinouDAMICHI
- 2003 Největší italské hity – Sony BMG
- 2004 Největší italské hity 2 – Sony BMG
- 2005 Největší italské hity 3 – Sony BMG
- 2006 Největší italské hity 4 – Sony BMG
- 2007 Best Of - I grandi successi – Sony BMG

### Jiné - diskografie
- 1994 Pár přátel – Tommü Records (autorské písně – hudba, zpěv: Karel Gott, Jitka Zelenková, Darina Rolincová, Hana Zagorová, Stanislav Hložek, Marcela Holanová, Helena Vondráčková, Petra Janů, Jiří Korn, Iveta Bartošová, Pavel Vítek, Monika, Eva Pilarová a Michal David)
- 1994 Štědrý večer s panem Ladou – Tommü Records – Kocour Mikeš na klouzačce – písně Michala Davida zpívají: Jan Rosák, Dáda Patrasová, Felix Slováček ml., Šárka Tomanová, Standa Hložek, M. Kratochvíl, Monika (Monika Absolonová), Petra Černocká, Jakub Smolík, Bambini di Praga
- 1997 Diskotéka včelky Máji – Tommü Records – (produkce, nahrál, zpěv a sbory)
- 1997 Pišta a Fišta vyprávějí dětské vtipy – Tommü Records – (hudba, nahrál, produkce)
- 2000 Alf na diskotéce – Tommü records, MC, CD, (autor hudby, aranžmá, nahrávaní – MIDA, texty: Richard Bergman)
- 2000 Barbie hity – Tommü records, MC, CD, (autor hudby, aranžmá, nahrávaní – MIDA, texty: Richard Bergman)
- 2001 DJ Furby - DJ Shelby, music party - Cesta kolem světa – Tommü records, MC, CD, (autor hudby, aranžmá, nahrávaní – MIDA, texty: Richard Bergman)
- 2002 Tom and Jerry - písničky o kouzelném prstenu – Tommü records, MC, CD, (autor hudby, aranžmá, nahrávaní – MIDA, texty: Richard Bergman)
- 2004 Sama - Klára – 08. Náš příběh postrádá děj – duet Klára a Michal David, 12. Diamant dětem – duet Klára a Michal David (produkce alba)[9][10]
- 2005 Zvlaštní zprávy - Michal Hudček – Sony BMG EAN 8 28767 15562 3 (produkce alba, hudební režie, autor hudby: 07. Dej mi křídla, autor hudby a textu: 12. Braňme lásku láskou)
- 2008 Baby disco party 1 – Tommü records, CD, (aranžmá, nahrávaní – MIDA, zpěv)
- 2008 Baby disco party 2 – Tommü records, CD, (autor hudby, aranžmá, nahrávaní – MIDA, zpěv)
- 2016 Decibely lásky (soundtrack)

## Kompilace
- 1980 Gong 7 – Panton
  - Chtěl bych žít tak, jak se má
- 1981 Nádherná přátelství – (Sovětská píseň)
  - Ukryj, co ti zbývá
- 1982 Hitšaráda
  - Nenapovídej
- 1982 Písničky za volant – -(MC)
  - Perpetuum mobile/Divčí pláč
- 1983 Jiří Štaidl 1943 - 1973 -
  - 01. Korunou si hodím/08. Bum, bum, bum
- 1984 Diskodrom Pionýrské vlaštovky – -(MC)
  - To byl zas den/Proč právě já
- 1984 20 nej ... 6 – -(MC)
  - Kdo zná tvé pravé příjmení/Céčka, sbírá céčka
- 1984 Italská premiéra – Supraphon -(MC)
  - Pojď blíž/Colu, pijeme colu
- 1985 20 nej... 7 – -(MC)
  - Non stop
- 1985 20 nej... 8 – Supraphon -(MC)
  - To se oslaví - Michal David a Pavel Horňák a Markéta Muchová/To snad nikdo nespočítá
- 1985 Ozvěny Čs. spartakiád – Panton -
  - Starší žákyně
- 1985 Praha - Moskva -
  - Poupata
- Nejhezčí dárek/Nejhezčí dárek – Supraphon 11433 148, SP
  - 50 zpěváků (zpěváci uvedeny v článku: Jiří Zmožek)
- 1986 Nejhezčí dárek - Jiří Zmožek (2) – Supraphon 1113 4368 H, LP
- 1986 Tip top 2 – Supraphon
  - To se oslaví - Michal David a Pavel Horňák
- 1986 20 nej... 9 – -(MC)
  - Poupata/Hop nebo trop/Kapela snov - Michal David a Darina Rolincová a Petr Janda, Lešek Semelka, Vítězslav Vávra, Karel Zich
- 1986 20 nej... 10 – -(MC)
- 1986 Dva roky prázdnin - Pavel Horňák –
- &Jsme sehraní - Pavel Horňák a Michal David
- 1986 Nejhezčí dárek - Jiří Zmožek 2
  - Nejhezčí dárek v podání 50 československých zpěváků -viz :Jiří Zmožek
- 1986 Dálnice 2 -
  - Něco na tom je
- 1987 20 nej... 11 – -(MC)
  - Děti ráje/Jsme sehraní - Michal David a Pavel Horňák
- 1987 Dívčí království - Pavel Horňák
  - Svět je krásný - Pavel Horňák a Michal David
- 1988 Planeta míru ´88 (Politická píseň Sokolov) -
  - Jsme přátelé - Michal David, Michal Penk a Iveta Bartošová, Júlia Hečková, Stanislav Hložek, Dalibor Janda, Petra Janů a Vašo Patejdl
- 1988 Malovaný večírek - Jiří Zmožek – Supraphon
  - Teď jsem tady já
- 1988 Šťastné zázemí - Ladislav Štaidl se svým orchestrem – Supraphon
- 1988 Šmoulové – Supraphon
  - 12. Klíčovou dírkou/13. Šmoulí song - Petra Janů, Stanislav Hložek, Hana Zagorová, Michal David, Linda Finková, Jiří Korn, Dagmar Patrasová, Michal Penk, Darinka Rolincová, Josef Laufer, Iveta Bartošová, Karel Gott, Bambini di Praga, Gemini.
- 1989 Jambo - Karel Vágner -
  - Jak snadno uvěří se lhářům
- 1989 20 nej... 14 – -(MC)
  - Cesta na měsíc
- 1989 20 nej... 15 – -(MC)
  - Pár přátel
- 1989 20 nej... 16 – -(MC)
  - Potlesk patří vítězům
- 1989 Dálnice 6 -
  - Uhni, jedu já - Michal Tučný a Michal David
- 1989 Šmoulové a Gargamel -
  - Mlsoun
- 1990 Tom a Jerry – Multisonic
  - Jak Tom a Jerry
- 1991 20 nej... 17 – -(MC)
  - Úraz
- 1992 To je ta chvíle - Petra Janů – Tommü records
  - V tom budem stejní - Petra Janů a Michal David
- 1993 Hity 1984 -
  - Non stop
- 1993 Želvy Ninja – Multisonic -Michal David a Pavel Horňák, Standa Hložek, Jan Rosák, Lešek Semelka
- 1993 Tom a Jerry – Multisonic
- 1994 Šmoulové – Multisonic
- 1994 Poníkové království – Tommü records
  - Poníkové království - Michal David a Dáda Patrasová, Monika(Monika Absolonová), Standa Hložek, Jan Rosák, Hana Zagorová/Skřítkoví poliši Jan Rosák/Hrála si holčička - Jan Rosák/Orangutáni - Standa Hložek/Zoologická zahrada (Standa Hložek)
- 1994 Pojď se mnou, lásko má - Hity Bohuslava Ondráčka -
  - Vejdem
- 1994 Holka made in Europe – Šárka Tomanová – Tommü records
  - Soukromej hovor - Šárka Tomanová a Michal David
- 1994 Želvy Ninja 2- Multisonic
  - Želvy Ninja, vzhůru - Michal David a Pavel Horňák, Standa Hložek, Lešek Semelka/Stroje jdou
- 1994 Dinosauři- Multisonic
- 1994 Zelené eso aneb jak se naučit vykládat z karet - Dagmar Kludská – Tommü records
  - Kouzelníkova zpověď
- 1996 Hity 1981 – Bonton Music
  - Třetí galaxie
- 1996 Méďa Béďa & jeho přátelé – Tommü records
  - Velká je Amerika - Michal David a Standa Hložek/Strašidelnej sen/Smutnění medvědí
- 1996 Flintstounovi - Zpívá celá rodina – Tommü records
  - Michal David a-Rodina Flintstounů - Heidi, Standa Hložek, Monika (Monika Absolonová), Jakub Smolík, Václav Upír Krejčí, Petra Zámečníková/Souhvězdí - Monika(Monika Absolonová/Utkání s býkosaurem - Standa Hložek/Dlouhý letní den/Chtěl bych žít v pravěku
- 1996 Dárek Médi Bédi - Písničky pod stromeček – Tommü records
  - Souhvězdí Michal David a Monika/Kocour Mikeš na klouzačce
- 1996 Perličky filmového plátna - 80. léta -Bonton Music
  - Největší z nálezů a ztrát/ Discopříběh
- 1996 Medové sny - Iveta Bartošová – Bonton Music
  - To je naše věc/Konto štěstí
- 1996 Radio hity – Nadace
  - Líbezná
- 1997 Rádio hity – IFPI ČR
  - Megamix '97
- 1997 Hity 1982 – Bonton Music
  - Nejhezčí dárek (45 zpěváků)/Děti ráje
- 1997 Hity 1983 – Bonton Music
  - To se oslaví - Michal David a Pavel Horňák a Markéta Muchová
- 1997 Hity 1985 – Bonton Music
- &Colu, pijeme colu
- 1997 Hity 1986 – Bonton Music
  - To se na očích pozná
- 1998 Hity 1987 – Bonton Music
  - Potlesk patří vítězům
- 1998 Hity 1988 – Bonton Music
  - Když se loučíš - Michal David a Magda Malá
- 1998 Hity 1989 – Bonton Music
  - Po cestách růžových
- 1998 To byl Váš hit! - Osmdesátá léta – Bonton Music
  - To se na očích pozná/Vejdem
- 1998 To byl Váš hit! 2 - Osmdesátá léta – Sony Music Bonton
  - Zůstaň a neodcházej
- 1998 Fanděte s námi – Sony Music Bonton
  - Správnej tým
- 1998 Já rád disko – Sony Music Bonton
  - Já rád disko (megamix: Nonstop)/Diskopříběh
- 1998 České hity 1998 – Sony Music Bonton
  - Tak ruku mi dej
- 1998 Dance Now 98/3 – Sony Music Bonton
  - Já rád disko (megamix: Nonstop)
- 1998 Kroky Kamila Emanuela Gotta Monitor/EMI -
  - Jsme sehraní - Michal David a Kamil Emanuel Gott/To se oslaví - Kamil Emanuel Gott, Gabriela/Radovánky - Kamil Emanuel Gott, Gabriela /To je naše věc - Kamil Emanuel Gott, Yvetta
- 1998 Diskotéka včelky Máji 2 – Tommü Records
  - Největší hity Michala Davida
- 1999 Tam u nebeských bran - Michal Tučný – Venkow/Universal Music
  - 02. Uhni, jedu já - Michal Tučný a Michal David
- 2005 Michal Tučný & přátelé – Supraphon[11]
  - 14. Uhni, jedu já - Michal Tučný a Michal David